# یواس‌اس جان پال جونز (دی‌دی-۹۳۲)
یواس‌اس جان پال جونز (دی‌دی-۹۳۲) (به انگلیسی: USS John Paul Jones (DD-932)) یک کشتی بود که طول آن 418 ft (127.4 m) بود. این کشتی  در سال ۱۹۵۵ ساخته شد.